# Thomas Taylor (Botaniker)
Thomas Taylor (* 1775 in Indien; † Februar 1848 in Dunkerron) war ein irischer Arzt, Botaniker, Mykologe und Bryologe. Sein offizielles botanisches Autorenkürzel lautet „Taylor“.
Taylors Vater war Oberst der Ostindien-Kompanie. Er besuchte das Trinity College Dublin mit dem Bachelor-Abschluss 1807 und dem M.D. als Arzt 1814. Danach war er Fellow des King and Queen’s College of Physicians und Arzt am Sir Patrick Dun’s Hospital. Er war Professor für Botanik und Naturgeschichte an der Royal Cork Scientific Institution und zog nach deren Auflösung nach Dunkerron bei Kenmare. Dort kümmerte sich während der Großen Hungersnot 1847/48 um die Bevölkerung und starb Anfang 1848.
1814 wurde er Fellow der Linnean Society of London und er war Ehrenmitglied der Royal Irish Academy.
1847 wurde er Mitglied der Leopoldina.
Er befasste sich vor allem mit Moosen und Flechten. Sein umfangreiches Herbarium kam nach seinem Tod durch Kauf nach Boston und an die Boston Society of Natural History.
William Jackson Hooker benannte ihm zu Ehren die Moos-Gattung Tayloria.

## Schriften
- mit William Jackson Hooker: Muscologia Britannica. 1818, 2. Auflage 1827

Er veröffentlichte auch mit Joseph Dalton Hooker, zum Beispiel für dessen Flora Antarctica.